# スコット・マクニール
スコット・マクニール（Scott McNeil、1962年9月15日 - ）は、カナダの男性声優。オーストラリア・クイーンズランドブリスベン出身。

## 概要
スタジオ58で演技を学ぶ。代表作は『X-メン:エボリューション』（ウルヴァリン役）など。ガンダムシリーズや、トランスフォーマーシリーズに多数出演しており、『トランスフォーマー』のファンイベントであるボットコンにも来ることがある。

## 出演作品

### テレビアニメ
- 犬夜叉（鋼牙）
- X-メン:エボリューション（ウルヴァリン）
- エクストリームダイナソーズ（Tボーン）
- エレメンタル ジェレイド（ビーゾン）
- おくびょうなカーレッジくん（ナス軍団）
- G.I.ジョー（コブラコマンダー（2代目）、ホーク（2代目）、ストームシャドウ 他）
- G.I.ジョー：バローVSベノム（デストロ、ガンホー）
- ストリートファイター（ケン、ブランカ / チャーリー〈ナッシュ〉、ウルフマン大佐、ロレント）
- スパイダーマン・アンリミテッド（ヴァルチャー、エレクトロ）
- ガンダムシリーズ
  - 機動戦士ガンダム（リード）
  - 新機動戦記ガンダムW（デュオ・マックスウェル）
  - 機動戦士ガンダムSEED（コープマン、ジェラード・ガルシア）
  - 機動戦士ガンダムSEED DESTINY（ウナト・エマ・セイラン、グラスゴー）
  - 機動戦士ガンダム00（アリー・アル・サーシェス、ダリル・ダッジ）
- コング・アニメイテッド・シリーズ（エリック）
- 灼眼のシャナ（オルゴン）
- シャドウレイダース（ブロック）
- ゾイドフューザーズ（TVアナウンサー）
- 天空のエスカフローネ（ジャジュカ）
- とっとこハム太郎（山田一郎）
- ドラゴンボールZ（ピッコロ、人造人間16号、魔人ブウ、ブリーフ博士（108話から） 他）※オーシャングループ版
- トランスフォーマーシリーズ
  - ビーストウォーズ 超生命体トランスフォーマー（ラットル、ダイノボット、ワスピーター）
  - ビーストウォーズメタルス 超生命体トランスフォーマー（ラットル、ダイノボット、ワスピーター、シルバーボルト、メタルスダイノボット、シカタゴン）
  - 超生命体トランスフォーマー ビーストウォーズリターンズ（ラットル、シルバーボルト、ワスピーター）
  - 超ロボット生命体トランスフォーマー マイクロン伝説（英語版は『アルマダ』）（ジェットファイヤー）
  - トランスフォーマー スーパーリンク（英語版は『エネルゴン』）（ジェットファイヤー〈日本名はスカイファイヤー〉、ストロングアーム〈日本名はブラストアーム〉、オメガスプリーム）
  - トランスフォーマー ギャラクシーフォース（英語版は『サイバートロン』）（スナール〈日本名はファングウルフ〉、バックストップ〈日本名はサイドス〉、中継トランスフォーマー）
- 鋼の錬金術師（ホーエンハイム・エルリック）
- BLACK LAGOON（ヴェロッキオ）
  - BLACK LAGOON The Second Barrage（ヴェロッキオ）
- ホームムービーズ（ホームレスの男）
- モンスターファーム（スエゾー）
- ムーチャ・ルーチャ!（ヘヴィー・トラフィック、Sr. ハスビーナ、ミノトロ、フランシスコ・オブ・ザ ・フォレスト）
- ロックマン USA（Dr.ワイリー、ブルース、エディー）
- らんま1/2（九能校長）
- リブート（ハック〈2代目〉）

### 劇場アニメ
- HIGHLANDER ハイランダー 〜ディレクターズカット版〜（アメルガン、グレゴール）
- 銀河鉄道999（キャプテン・ハーロック）
- とび★うおーず（バスになっている魚）
- ドラゴンボールZ（ピッコロ）
  - ドラゴンボールZ
  - ドラゴンボールZ この世で一番強いヤツ
  - ドラゴンボールZ 地球まるごと超決戦

### OVA
- キャスパーのクリスマス（ストレッチ）
- ヴァンパイア（ザベル・ザロック）
- らんま1/2（九能校長）
- ロックマン 星に願いを（Dr.ワイリー）

### ゲーム
- スクービー・ドゥー2 モンスターパニック（仮面の男）
- トランスフォーマー ビーストウォーズメタルス64（ラットル、ワスピーター）
- ビーストウォーズメタルス 激突!ガンガンバトル（ラットル、ワスピーター、シルバーボルト）

### 映画
- スクービー・ドゥー2 モンスターパニック（仮面の男）
- バトルシップ（ハリー）
- スティーヴ・オースティン ザ・ダメージ（チップ）

### テレビドラマ
- 暗黒の戦士 ハイランダー（ロバート・マクラウド）
- 新アウターリミッツ（宇宙飛行士、恐竜の声）
- スターゲイト SG-1（街の住人）

### その他
- ヴォイスプリント（第8回ゲスト）
- ボットコン（イベントゲスト、ラットルの声、シルバーボルトの声、ワスピーターの声、パックラットの声、バイスグリップの声）